# Asti (municipi italià)
Asti és un municipi italià, situat a la regió del Piemont i a la província d'Asti. L'any 2007 tenia 74.392 habitants.

## Fills il·lustres
- Ettore Desderi, compositor i musicòleg (1892-1974)
- Stefano Ronchetti-Monteviti (1814-1882) compositor.
- Giovanni Battista Fasolo (1598-1664), organista i compositor franciscà
- Alberto Castigliano (1847-1884), matemàtic i enginyer